# 渡辺元 (土佐守)
渡辺 元（わたなべ はじめ／もとい）は、戦国時代から江戸時代初期にかけての武将。毛利氏の家臣で萩藩（長州藩）士。父は渡辺長。受領名は土佐守。

## 出自
渡辺氏は源頼光の家臣・渡辺綱の後裔で、嵯峨源氏の伝統に従い、代々一字名を名乗った。

## 生涯

### 前半生
天文20年（1551年）、毛利氏の重臣である渡辺長の嫡男として生まれる。母は光永元方の娘である清誉妙安。
永禄12年（1569年）の立花城の戦いに父の長と共に従軍していたが、同年10月10日に大友氏の客将であった大内輝弘が周防国吉敷郡秋穂浦に上陸し、10月12日に山口に乱入して大内輝弘の乱が勃発。大内輝弘による山口占領の急報が長府に在陣する元就のもとに届くと、元就は立花城で大友軍と戦っていた吉川元春と小早川隆景に軍を撤退を命じると共に、長・元父子や桂元忠らを山口救援の先遣隊として派遣した。10月17日には山口の高嶺城麓である後河原において大内輝弘の軍と交戦し、山県元重、蔵田就貞、入江就昌らと共に元も活躍して勝利を収めた。10月22日に元就は渡辺長に書状を送って元の武功を賞賛すると共に、嫡男の武功に長もさぞや機嫌が良いだろうと述べている。
天正20年（1592年）12月30日、毛利輝元から「五郎右衛門尉」の官途名を与えられる。

### 防長移封後
慶長5年（1600年）の関ヶ原の戦い後に毛利氏が周防国と長門国の2ヶ国に減封されると、周防国玖珂郡山代庄広瀬村の朝霞城に移り住んだ。
慶長10年（1605年）12月14日、同年の五郎太石事件の後に毛利氏家臣団や寺社の総勢820名が連署して毛利氏への忠誠や様々な取り決めを記した連署起請文において、元は41番目に「渡邊五郎右衛門尉」と署名している。
慶長17年（1612年）2月24日に父・長が死去。同年8月16日、父の知行していた2923石4斗余りを相続し、元々知行していた2001石5斗余りと合わせて合計4924石9斗余りの所領の知行を毛利輝元・秀就父子から認められる。また、同日に毛利秀就から「土佐守」の受領名を与えられた。
同年11月14日、毛利輝元・秀就父子から翌年の江戸における普請や正月の衣服などについて記した覚書を送られる。

### 大坂冬の陣
慶長19年（1614年）11月、大坂冬の陣に参陣するために江戸から大坂へ出陣しようとしていた毛利秀就は、元を留守番の一番頭、赤川元恒と粟屋元吉を補佐役として江戸に残すこととし、11月17日に3人に対して、門の出入り、来客時の対応、夜回り、風呂、手形申請、裏向きの事などについてを定めた10ヶ条の定書を与えると共に、別途、定書の内容の徹底を命じる3ヶ条の条書を与えている。
11月19日、秀就は元に書状を送り、元に急遽留守番を命じたことは考えあってのことであるため、赤川元恒や粟屋元吉と何度も相談して油断なく務めるように命じている。また、翌日の11月20日に相模国の金川に到着した秀就は元に書状を送り、元も連れて行きたかったが、他に留守番として残すべき者がいなかったと事情を説明し、万事、赤川元恒や粟屋元吉と相談し、油断なく事に当たることを重ねて伝えている。

### 晩年
元和2年（1616年）11月23日、元の隠居の願い出が毛利輝元に承認され、元の知行の内の4384石4斗8升の地を嫡男の広に譲り、残る500石の地を元の隠居分として、後に嫡男・広の次男である充に譲ることに決定した。
元和4年（1618年）7月12日に死去。享年68。法名は「根誉元貞大居士」。墓は防長移封後の渡辺氏の居城であった朝霞城跡に父母の墓と共にある。